# Толлон
Толлон (фр. Thollon) — французький сир із зеленою цвіллю, напів зварений, створюється в Савої в Толлон-ле-Меміз (фр. Thollon-les-Mémises).

## Виробництво
Виготовляється з сирого коров'ячого молока. Спосіб виробництва схожий на Абонданс, але Толлон твердіше і суші. Дозрівання триває 3–8 тижнів. М'якоть тверда, жовтого кольору з невеликими дірочками. Кірка темно-оранжевого кольору.
Толлон — один з видів знежиреного (масова частка жиру в сухій речовині 15 %) савойського сиру (Рона-Альпи). Традиційно, проводився не на продаж, тільки для домашнього вжитку в місцевих фермерських господарствах. Зараз залишився тільки один виробник в Толлон-ле-Меміз. Виробляється 4 тонни на рік.